# Indah Fossa
L'Indah Fossa è una struttura geologica della superficie di 152830 Dinkinesh.